# Casa de Câmara e Cadeia de Aracati
Casa da Câmara e Cadeia de Aracati ou, simplesmente Casa da Câmara e Cadeia é uma construção histórica brasileira localizada na cidade de Aracati, no estdo do Ceará. Seu estilo arquitetônico segue os moldes tradicionais das casas de câmara e cadeia no Brasil colonial. Sua construção foi iniciada em 1779. Originalmente, a cadeia pública funcionava na parte térrea, e a câmara, no pavimento superior. Juntamente com o Centro Histórico de Aracati, foi tombada pelo Instituto do Patrimônio Histórico e Artístico Nacional (IPHAN) em abril de 2000.
Em 1812, o Governador da província Luís Barba Alardo de Menezes, em suas Memórias da Capitania do Ceará Grande, revelava que a Casa de Cadeia e Câmara "eram a melhor da Capitania, mais asseada e mobiliada". Em 1960, o prédio foi restaurado pelo Iphan. Até o ano de 1988 era possível ver os presos em suas celas que davam de frente para a rua Coronel Alexanzito, esta era a forma de fazer com que estes se envergonhassem do delito que haviam cometido e a população os conhecesse. Somente após este ano é que foi construído um novo presídio para cidade e a cadeia deixou de ter sua funcionalidade carcerária. Atualmente ainda funciona a Câmara dos Vereadores de Aracati na parte superior e na parte inferior está instalada a biblioteca do patrimônio e o SINE/IDT.